# Alopecosa sublimbata
Alopecosa sublimbata är en spindelart som beskrevs av Roewer 1960. Alopecosa sublimbata ingår i släktet Alopecosa och familjen vargspindlar.
Artens utbredningsområde är Bioko. Inga underarter finns listade i Catalogue of Life.